# Lužine (Šipovo, BiH)
Lužine su naseljeno mjesto u općini Šipovo, Republika Srpska, BiH.
Nalazi se nekoliko kilometara sjeverno od Šipova.

## Stanovništvo

### 1991.
Nacionalni sastav stanovništva 1991. godine, bio je sljedeći:
ukupno: 458
- Srbi - 415
- Muslimani - 31
- Hrvati - 1
- Jugoslaveni - 9
- ostali, neopredijeljeni i nepoznato - 2

### 2013.
Nacionalni sastav stanovništva 2013. godine, bio je sljedeći:
ukupno: 345
- Srbi - 333
- Bošnjaci - 9
- ostali, neopredijeljeni i nepoznato - 3

## Vanjske poveznice
- Satelitska snimka  Arhivirana inačica izvorne stranice od 27. ožujka 2020. (Wayback Machine)